# Ministri degli affari esteri dell'Artsakh
I ministri degli affari esteri della Repubblica dell'Artsakh (fino al 2017 denominata repubblica del Nagorno Karabakh), in lingua armena Արտաքին գործերի նախարարություն Արցախի Հանրապետություն, dal 1993 al 2024 sono stati i seguenti:
| Ministro         | Inizio | Fine            |
| ---------------- | ------ | --------------- |
| Arkadi Ghukasyan | 1993   | 1997            |
| Naira Melkumyan  | 1997   | 2002            |
| Ashot Ghulyan    | 2002   | 2004            |
| Arman Melikyan   | 2004   | 2005            |
| Georgy Petrosyan | 2005   | 2011            |
| Vasily Atajanyan | 2011   | 2012            |
| Karen Mirzoyan   | 2012   | 2017            |
| Masis Mayilyan   | 2017   | 2021            |
| Davit Babayan    | 2021   | 1º gennaio 2024 |

Il Ministero degli affari esteri della repubblica del Nagorno Karabakh (come allora era denominata) venne istituito il 23 luglio 1993 su iniziativa del presidente della repubblica Robert Kocharyan.